# Ministrella
Ministrella è un genere estinto di pesci ossei a pinne raggiate (Actinopterygii) appartenente all’ordine †Palaeonisciformes, vissuto durante il Tournaisiano (Carbonifero inferiore), circa 358–347 milioni di anni fa, nell'attuale territorio della Russia. Ministrella è noto per l'unica specie Ministrella longicauda.

## Descrizione
Ministrella era un pesce di piccole dimensioni (solitamente non raggiungeva la lunghezza di 10 centimetri) e dal corpo relativamente snello e allungato. Era dotato di un lungo peduncolo caudale (da qui l'epiteto specifico longicauda) e da una pinna caudale biforcuta. La pinna dorsale era di forma triangolare e si inseriva appena dopo la metà del corpo. La pinna anale era di forma e dimensioni simili a quella dorsale, ed era leggermente più arretrata.

## Classificazione
La specie Ministrella longicauda è stata descritta per la prima volta da A. Matveeva nel 1958. Appartiene al gruppo parafiletico dei Palaeonisciformes, che comprende numerose forme arcaiche di pesci ossei tipici principalmente del Paleozoico.
I fossili di Ministrella provengono dal cosiddetto "orizzonte a pesci di Izkchul", un livello fossilifero situato nel Territorio di Krasnoyarsk, nella Federazione Russa. Il livello fossilifero fa parte della Formazione di Os’kin inferiore, datata al Tournaisiano, primo piano del Carbonifero.

## Paleoecologia
L’ambiente di deposizione era di tipo lagunare o subtidale poco profondo, con presenza di tufi litificati, suggerendo una certa attività vulcanica nella regione.